# Supercoupe de Suède de football 2014
 (mars 2024).
Navigation
Édition précédente Édition suivante
La Supercoupe de Suède 2014 voit s'affronter à la fin de la saison, les vainqueurs du championnat et de la Coupe de l'année précédente. Cette année, le Malmö FF, champion de Suède en titre et tenant du titre affronte l'IF Elfsborg le vainqueur de la Coupe de Suède 2014.

## Feuille de match
| 9 novembre 2014 | Malmö FF (Allsvenskan)                                         | 2 - 2           | IFK Göteborg (Allsvenskan)                              | Malmö Stadion, Malmö                                 |                                                      |
| 18h15 CET       | Isaac Kiese Thelin 89e · Emil Forsberg 114e                    |                 | Viktor Claesson 22e · Viktor Prodell 120+4e (pen.)      | Spectateurs : 1 266 Arbitrage : Martin Strömbergsson | Spectateurs : 1 266 Arbitrage : Martin Strömbergsson |
| 18h15 CET       | Tinnerholm · Forsberg · Kroon · Cibicki · Kiese Thelin · Rakip | Tirs au but 5–4 | Frick · Prodell · Rohdén · Larsson · Hedlund · Beckmann | Spectateurs : 1 266 Arbitrage : Martin Strömbergsson | Spectateurs : 1 266 Arbitrage : Martin Strömbergsson |

| Malmö FF | IF Elfsborg |

| MALMÖ FF:     |    |                       |
|               |    |                       |
| GK            | 27 | Zlatan Azinović       |
| RB            | 3  | Anton Tinnerholm 124e |
| CB            | 18 | Johan Hammar 77e, 91e |
| CB            | 15 | Filip Helander        |
| LB            | 32 | Pa Konate             |
| RM            | 33 | Emil Forsberg         |
| CM            | 6  | Markus Halsti (c)     |
| CM            | 11 | Simon Thern 60e       |
| LM            | 20 | Ricardinho 46e        |
| FW            | 24 | Isaac Kiese Thelin    |
| FW            | 26 | Agon Mehmeti 22e      |
| Remplaçants : |    |                       |
| GK            | 16 | Sixten Mohlin         |
| MF            | 5  | Erdal Rakip 60e       |
| MF            | 7  | Magnus Eriksson       |
| MF            | 8  | Enoch Kofi Adu        |
| FW            | 9  | Markus Rosenberg      |
| MF            | 14 | Simon Kroon 46e       |
| MF            | 15 | Paweł Cibicki 22e     |
| Manager :     |    |                       |
| Åge Hareide   |    |                       |

| IF ELFSBORG:  |    |                         |
|               |    |                         |
| GK            | 1  | Kevin Stuhr Ellegaard   |
| RB            | 7  | Johan Larsson (c)       |
| CB            | 11 | Daniel Mobaeck          |
| CB            | 22 | Anton Lans 119e         |
| LB            | 20 | Adam Lundqvist 41e      |
| CM            | 8  | Anders Svensson 56e     |
| CM            | 16 | Viktor Claesson 86e     |
| CM            | 21 | Henning Hauger 16e 108e |
| FW            | 13 | Arber Zeneli 77e        |
| FW            | 24 | Viktor Prodell          |
| FW            | 25 | Marcus Rohdén 106e      |
| Remplaçants : |    |                         |
| GK            | 30 | Abbas Hassan            |
| FW            | 10 | Mikkel Beckmann 86e     |
| DF            | 15 | Andreas Klarström       |
| FW            | 17 | Per Frick 108e          |
| FW            | 18 | Victor Rotting          |
| MF            | 19 | Simon Hedlund 77e       |
| MF            | 26 | Liridon Gashi           |
| Manager :     |    |                         |
| Janne Mian    |    |                         |

|  | Règles du match - 90 minutes. - 30 minutes de prolongations en cas d'égalité. - Tirs au but si l'égalité persiste. - Sept remplaçants. - Trois remplacements possibles. |